# 予章記
『予章記』（よしょうき）とは、中世に伊予の国を根拠として栄えた越智氏一族の河野氏が、自らの氏族の来歴を記した文書である。

## 概要
その具体的な成立の経緯は不明であるが、現在の研究では14世紀末、おそらく応永元年（1394年）に死去した河野通義の没後に成立ではないかとされている。いくつかの異本があるが、最も古いものは上蔵院本であろうと見られている。最も広く流布したのは長福寺本（愛媛県指定有形文化財）と呼ばれるものである。
『予章記』によれば河野氏の祖先は小千益躬（越智益躬）という武将とされる。小千益躬は「百済の軍勢が鉄人を押し立てて日本に攻めてきた時、鉄人の足の裏を射抜いてこれを撃退した」人物であるという。小千益躬の子孫に小千玉輿という人物が出たが、この人物の異母弟が南越国から父を捜して難波までやって来たので、越国との縁を表す為に小千の時を越智に変え、さらにこの人物（越智玉澄と名乗った）の子孫が河野氏となったとされる。